# Linda Carbonetto
Linda Carbonetto, (nomi da sposata: Linda Villella, Linda Engel) (New York, 12 aprile 1949), è un'ex pattinatrice statunitense con cittadinanza canadese; la sua specialità era il pattinaggio di figura agonistico su ghiaccio. È la campionessa nazionale canadese del 1969 e ha partecipato alle Olimpiadi invernali del 1968. È nata a New York City e cresciuta in Ontario.
La Carbonetto è diventata professionista nel 1970 e ha fatto un tour da professionista con le Ice Capades. Presta servizio come direttrice della scuola del Miami City Ballet. Il suo secondo marito è Edward Villella. Per un periodo è stata anche sposata con Peter Engel.

## Successi agonistici
| Internationale               | Internationale | Internationale | Internationale | Internationale | Internationale |
| Evento                       | 1965           | 1966           | 1967           | 1968           | 1969           |
| ---------------------------- | -------------- | -------------- | -------------- | -------------- | -------------- |
| Giochi olimpici invernali    |                |                |                | 13º            |                |
| Campionati mondiali          |                |                |                | 13º            | 6º             |
| North American Championships |                |                |                |                | 3º             |
| Nazionale                    |                |                |                |                |                |
| Campionati canadesi          | 3º J.          |                |                | 2º             | 1º             |
| J. = Livello Junior          |                |                |                |                |                |